# Xbox Series X i Series S
Xbox Series X i Xbox Series S igraće su konzole, koje je razvila američka tvrtka Microsoft. Obje konzole puštene su u prodaju 10. listopada 2020. i nasljeđuju igraću konzolu Xbox One. Uz Sonyjev Playstation 5, Xbox Series X i Series S dio su devete generacije igraćih konzola.

## Hardver
Kada je Microsoftov razvojni tim za Xbox oko 2016. počeo raditi na nasljedniku konzola Xbox One, već su predvidjeli potrebu da imaju dvije verzije konzole slične njihovim modelima Xbox One X i Xbox One S kako bi se zadovoljile potrebe različitih tržišta. Usklađenim razvojem obje jedinice, mogli bi osigurati da se razvijene igre mogu igrati na oba sustava bez iznimke. Kao što je bila tradicija s prošlim Xbox projektima, konzole su dobile kodna imena temeljena na gradovima. Xbox Series S nazvan je Project Lockhart, baziran na gradu Lockhartu u Teksasu.
Za jaču konzolu, Xbox Series X, primarni ciljevi Microsofta bili su: barem udvostručiti grafičku izvedbu Xbox One X-a mjereno njegovim FLOPS-om i za četiri puta povećati performanse CPU-a u usporedbi s Xbox One X uz zadržavanje istih akustičnih performansi kao na konzolama Xbox One. Inženjeri su vidjeli da će dijelovi crpiti veliku količinu unutarnje snage (otprilike 315 W) i generirati značajnu količinu topline.
To je dovelo do odluke da se komponente podjele na dvije odvojene ploče; jedna bi sadržavala CPU/GPU, memoriju i regulatore snage, a druga ploča bi djelovala kao Southbridge ploča za sporije ulazno-izlazne funkcije.

## Softver
Obje konzole imaju slično korisničko sučelje (UI) kao i Xbox One, ali je došlo do smanjenja upotrebe memorije za 40 % kako bi se poboljšala njena brzina. Prema timu za razvoj korisničkog sučelja, odjeljak Home učitava se otprilike upola kraće nego na Xbox One-u. Ostale promjene uključuju dodavanje zaobljenih elemenata korisničkog sučelja, čitljiviji font za tekstualne elemente, preuređivanje određenih usklađenih značajki i poboljšanja funkcija dijeljenja. Te su promjene unesene u softver sustava Xbox One, aplikaciju Xbox za Windows i mobilnu aplikaciju Xbox oko rujna 2020. Na temelju pregleda sustava, oko 200 GB prostora rezervirano je na internom disku uređaja Xbox Series X za sistemske datoteke. 
Značajka Quick Resume na konzoli omogućava korisnicima da obustave i nastave više od jedne igre istovremeno, a također mogu nastaviti obustavljene igre nakon ponovnog pokretanja konzole.

## Izdavanje
U ožujku 2020., Microsoft je izjavio da unatoč pandemiji COVID-19 očekuju da će Xbox Series X biti isporučen do kraja 2020., iako su nadzirali lance opskrbe i sigurnost svojih radnika. Zatim je Phil Spencer vjerovao da, iako će se hardver i dalje isporučivati na vrijeme, igre koje su spremne za izlazak Xbox Series X mogu biti odgođene zbog pandemije. Do kolovoza 2020., Microsoft se obvezao na razdoblje izdavanja Xbox Series X u studenom 2020., potvrđujući da je izdavanje konzole još uvijek na pravom putu.
Obje konzole Xbox Series X i Series S su puštene 10. studenog 2020., sa Series X po cijeni od 499 dolara, a Series S po cijeni od 299 dolara. Microsoft je potvrdio da će 31 igra biti dostupna pri puštanju, uključujući one iz Xbox Game Studiosa i drugih izdavača, uz one s kompaktibilnosti Xbox One-a. Halo Infinite je bio planiran izaći u prodaju kad i konzola, ali Microsoft i 343 Industries su odlučili odgoditi izdavanje igrice zbog problema s proizvodnjom povezanih s pandemijom COVID-19.